# Hwayobi
Park Hwayobi conocida como Hwayobi, es una cantante y compositora surcoreana de R&B.

## Biografía
Considerada la "Reina del R&B" surcoreana. Ganó los premios a Mejor artista de R&B y Mejor cantante de Balada (femenina) en el Korean Entertainment Art Awards 2005 y 2006. Su aparición en el show de variedades We Got Married en el año 2008 aumentó su popularidad entre el público coreano. También participó en Immortal Songs: Singing the Legend.

## Discografía

### Discografía coreana

#### Álbumes de estudio
- 2000.06.30: My All
- 2001.09.15: Nineteen Plus One
- 2002.10.09: Because I Love You
- 2004.07.08: Soul Saver
- 2006.02.09: 5˚
- 2007.08.01: Kiss in Yesterday
- 2008.03.13: Sunshine
- 2010.05.27: Hwayobi

#### Miniálbum (EP)
- 2009.02.05: This is Love
- 2009.08.06: Summer
- 2010.10.14: 나 같은 여자 (A Woman Like Me)
- 2011.07.05: Reborn
- 2012.11.23: I Am
- 2015.01.15: 820211

#### Sencillos
- 2009.05.27: 2009 No.1 Diva's Love - Once
- 2011.02.10: Digital Single Hwayobi Ft. TaeHa - Stay With Me

#### Recopilaciones
- 2003.10.24: Best: Across the Romantic Bridge
- 2007.08.01: Remake: Kiss in Yesterday
- 2009.07.01: Best: The Gold

### Discografía japonesa
- 2006: 火曜飛 (Hwayobi)

#### Sencillos
- 2004.11.17: Fly Again
- 2005.02.23: 天国の記憶 (Tengoku no Kioku)

### Banda sonora
- 2004.10.12: 두번째 프러포즈 OST (Second Propose) : Track 03 - 잊혀진 계절
- 2005.05.25: 패션 70's OST (Fashion 70's) : Track 08 - 그림자
- 2008.12.24: 스타의 연인 OST (Star's Lover) : Track 02 - 내겐 어려운 그 말
- 2009.10.29: 수상한 삼형제 OST (Three Brothers) : Track 05 - 마취 (Anesthesia)
- 2009.11.09: 내 눈에 콩깍지 OST (The Relation Of Face, Mind And Love) : Track 05 - 사랑탓 (Love Fault)
- 2010.02.16: OB/GYN Doctors OST : Track 02 - 늦은 사랑 (Late Love)
- 2011.05.28 Miss Ripley OST Part.1 (미스리플리)유리 (Glass)
- 2012.02.20 Korean Peninsula OST Part.2 (한반도)만약에 우리 둘 중 하나라도 (If We Were)
- 2012.02.20 Korean Peninsula OST Part.2 (한반도)Cheonguk (천국)
- 2012.12.10 My Love, Madame Butterfly OST Part.2 (내 사랑 나비부인)

### Colaboraciones
| Estreno    | Artista                     | Álbum                                                     | pista                                                         |
| ---------- | --------------------------- | --------------------------------------------------------- | ------------------------------------------------------------- |
| 2001.06.07 | Brown Eyes                  | 벌써 1년                                                  | pista 05 Geu Nyuh Ga Na Reul Bo Neh (그녀가 나를 보네; adlib) |
| 2001.12.?? | Rich                        | I Have A Dream                                            | pista 05 Without You                                          |
| 2002.04.08 | Jun So Young (전소영)       | Jun So Young Vol. 1                                       | pista 10 Irony                                                |
| 2002.05.29 | Varios Artistas             | 2002 FIFA World Cup Official Album - Songs of Korea/Japan | pista 07 Dream                                                |
| 2002.06.28 | Leessang                    | Leessang of Honey Family                                  | pista 16 끝으로                                               |
| 2004.09.23 | Honey Family                | Slow & Jam                                                | pista 04 좋은 아침                                            |
| 2006.02.01 | Varios Artistas             | 12 Memories of Love                                       | pista 05 Stars pista 06 사랑한 그 날엔                        |
| 2007.01.09 | KCM                         | Break Out January                                         | pista 02 사랑이 올까봐                                        |
| 2008.07.10 | Lee Ki Chan                 | Singing All My Songs For You                              | pista 05 1분만 안아줄래 ; adlib                               |
| 2008.10.10 | Untouchable                 | It's Okay / Quiet storm                                   | pista 01 It's Okay                                            |
| 2008.01.08 | Untouchable                 | Quiet storm                                               | pista 11 365일                                                |
| 2009.02.19 | Kim Dong-wook               | 감성적 포유류                                             | pista 05 Feedback                                             |
| 2009.12.03 | Double Trouble (더블트러블) | Double Trouble Single: TV Star                            | pista 01 TV Star (TV스타)                                     |

## Premios
- Seoul Music Awards: debutante del año (2000)
- The 12th Republic of Korea Entertainment Art Award categoría cantante de R&B femenina (2005)
- The 13th Korea Entertainment Art Awards "mejor baladistas (femenina)" (2006)
- MBC Broadcast Entertainment Awards (2008)

## Filmografía

### Espectáculos de variedad
- We Got Married (temporada 1: Episodios 25, 29-44) - con Hwanhee
- MasterChef Celebridad de Corea[3]